# Едвін Г'їма
Едвін Г'їма (англ. Edwin Gyimah; нар. 9 березня 1991, Секонді-Такораді, Гана) — ганський футболіст, захисник національної збірної Гани та південноафриканського клубу «Орландо Пайретс».

## Клубна кар'єра
У дорослому футболі дебютував 2008 року виступами за команду клубу «Секонді Гасаакас». 
Своєю грою за цю команду привернув увагу представників тренерського штабу клубу «Олл Старз», до складу якого приєднався 2010 року. Відіграв за ганський клуб наступні два сезони своєї ігрової кар'єри.
2011 року уклав контракт з південноафриканським клубом «Суперспорт Юнайтед», у складі якого провів наступні два роки своєї кар'єри гравця. Більшість часу, проведеного у складі «Суперспорт Юнайтед», був основним гравцем захисту команди.
З 2014 року один сезон на правах оренди захищав кольори команди клубу «Мпумаланга Блек Ейсез». Граючи у складі «Мпумаланга Блек Ейсез» також здебільшого виходив на поле в основному складі команди.
До складу клубу «Орландо Пайретс» приєднався 2015 року.

## Виступи за збірну
2012 року дебютував в офіційних матчах у складі національної збірної Гани. Наразі провів у формі головної команди країни 9 матчів.
У складі збірної був учасником Кубка африканських націй 2015 року в Екваторіальній Гвінеї, Кубка африканських націй 2017 року у Габоні.

## Титули і досягнення
- Срібний призер Кубка африканських націй: 2015